# Ferula (rzeźba Scorzelliego)
Ferula – srebrny krzyż papieski wykonany przez włoskiego rzeźbiarza Lella Scorzelliego, użyty pierwszy raz przez papieża Pawła VI w 1965 roku.
Srebrna ferula wykonana przez Lella Scorzelliego zakończona jest wizerunkiem Chrystusa na wygiętym krzyżu.

## Historia
W 1963 roku papież Paweł VI zamówił z okazji kończącego się soboru watykańskiego II nową ferulę papieską u neapolitańskiego rzeźbiarza Lella Scorzelliego. Papież pojawił się z nową ferulą podczas ceremonii na zakończenie ostatniej sesji soborowej 8 grudnia 1965 roku. Użył jej również podczas pogrzebu Aldo Moro w 1978 roku. Feruli Scorzelliego używał papież Jan Paweł I, następnie stała się nieodzownym elementem stroju papieskiego za pontyfikatu papieża Jana Pawła II. Papież zabierał ją ze sobą na podróże apostolskie i używał podczas większości transmitowanych oficjalnych nabożeństw. W ten sposób stała się jakby jego rozpoznawalnym znakiem.
Podczas pontyfikatu Jana Pawła II ferula w naturalny sposób stała się swego rodzaju punktem wsparcia podczas modlitwy, podporą w słabości fizycznej u kresu pontyfikatu. Ferula Scorzelliego zyskała rangi symbolu pontyfikatu Jana Pawła II. Przedstawiana jest na wielu pomnikach dedykowanych kanonizowanemu papieżowi oraz jego portretach. Podczas pontyfikatu Jana Pawła II i później papież rozdawał różańce z krzyżykami stylizowanymi na ferulę Scorzellliego. W 1990 roku Scorzelli wykonał dla Jana Pawła II lżejszą kopię feruli.
Od XVI wieku ferule stosowano w publicznych obrzędach tylko przy bardzo rzadkich okazjach. Tradycyjnie ferule nie były wygięte, jak w przypadku innych pastorałów biskupich w Kościele zachodnim, co było rozumiane jako symbol nieugiętej władzy papieskiej. Lello Scorzelli zastosował wygięcie, mające symbolizować posłuszeństwo biskupa Rzymu wobec tajemnicy Krzyża Zbawiciela. Nowa ferula symbolizowała „uczniowskie” ugięcie, co było znaczące w momencie, gdy Paweł VI, trzymając ją, 8 grudnia 1965 roku odwoływał ekskomuniki między Kościołem Wschodnim i Kościołem Zachodnim. Dzieło Scorzelliego symbolizuje więc również nowe rozumienie sensu posługi papieża. Czymś dotychczas niespotykanym było również umieszczenie w feruli przedstawienia osoby Ukrzyżowanego, tzn. ciała (łac. corpus).
Ferula Scorzelliego wzbudzała jednak kontrowersje w środowisku tradycjonalistów. Papież Benedykt XVI od Niedzieli Palmowej 2008 roku często używał laski ze złotym krzyżem podarowanej Piusowi IX w 1877 roku z okazji 50. rocznicy święceń biskupich i noszonej przez jego następców aż do soboru watykańskiego II. W listopadzie 2009 roku papież Benedykt otrzymał jej kopię, którą zaczął zwyczajowo używać podczas liturgii.
Papież Franciszek powrócił w 2013 roku do używania feruli nowoczesnej, zaprojektowanej przez Scorzelliego. Podczas mszy w Sarajewie w czerwcu 2015 od feruli odpadł niewielki kawałek, który bezzwłocznie zreperowano taśmą klejącą.

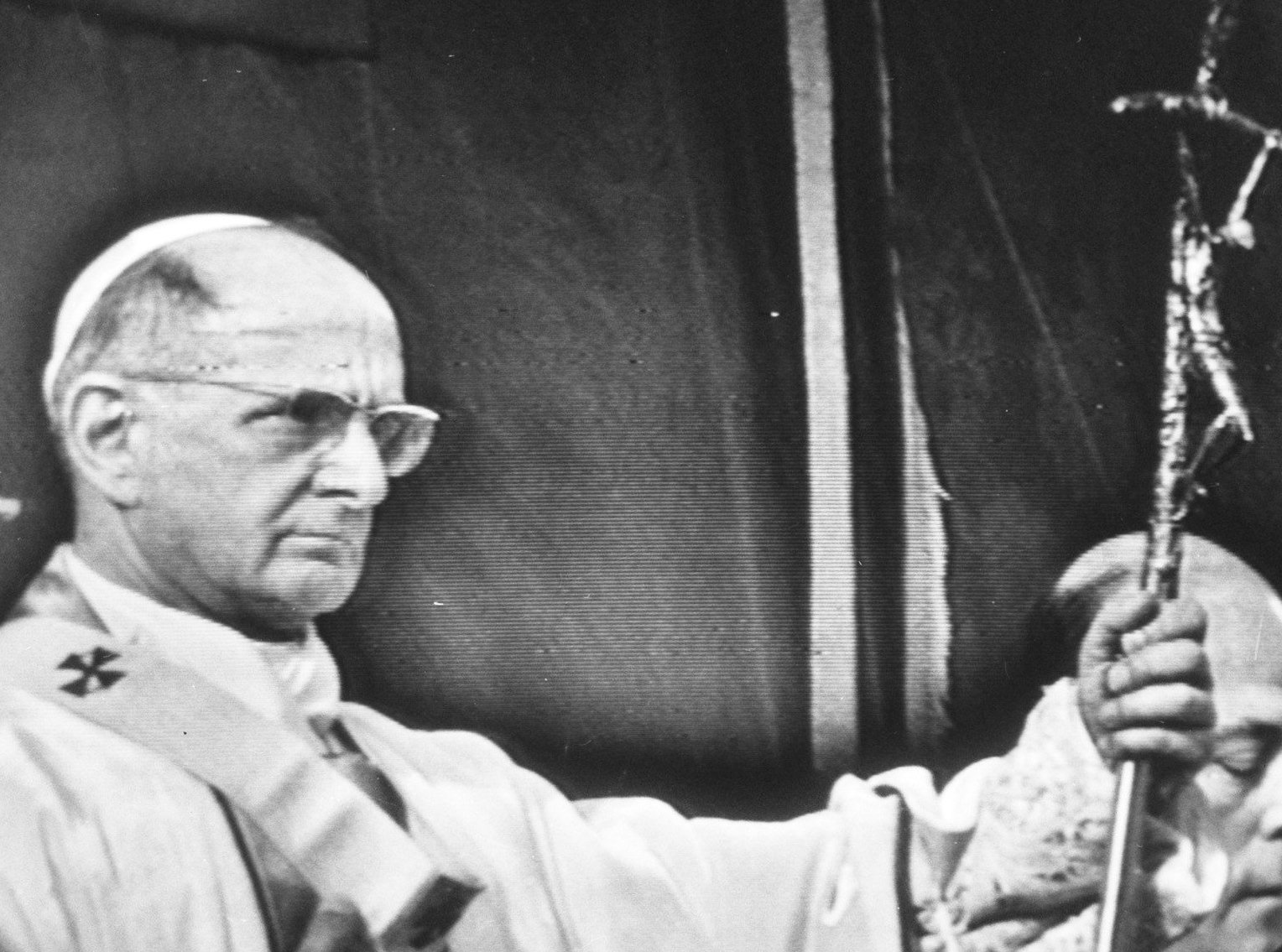
Paweł VI z ferulą Scorzelliego, 8 grudnia 1965
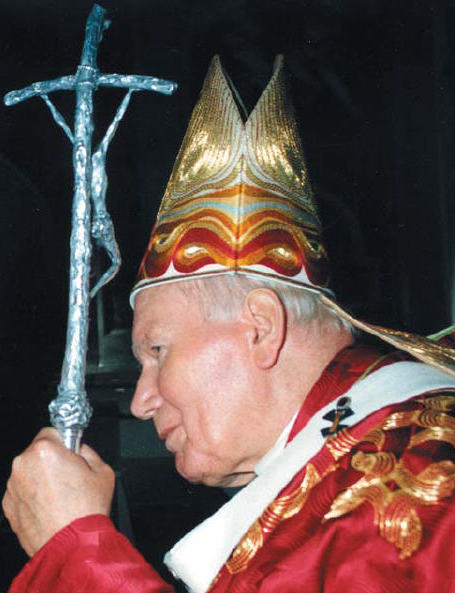
Jan Paweł II z ferulą Scorzelliego, 11 października 1998
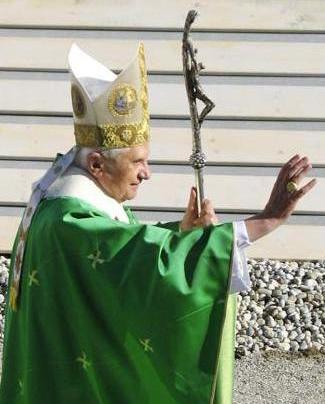
Benedykt XVI z ferulą Scorzelliego, 2006